# Бенжамен Констан
Бенжамен Констан, пуним именом Анри Констан де Ребек, назван Бенжамен (фр. Benjamin Henri-Constant de Rebecque; 25. октобар 1767 — 8. децембар 1830) је био француски књижевник.

## Биографија
Констан је пореклом из хугенотске породице, која је у доба верских прогона емигрирала у Швајцарску. Рођен је у Лозани. Мајка му је умрла након порођаја, а отац је служио као официр у холандској војсци, па су га васпитавали тетка, баба и кућни учитељи. Показујући веома рано знакове зрелости и надарености, добија прилику да се образује у значајним европским универзитетским центрима (Оксфорд, Ерланген, Единбург). У Единбургу долази у контакт са енглеским виговцима, што ће утицати на његове касније либералне политичке идеје. Године 1787. долази у Париз, а затим у Брауншвајг, где постаје дворски коморник. Оптужен због јакобинизма напушта двор, враћа се у Француску, где прима француско држављанство. Упознаје госпођу де Стал, књижевницу, с којом ће преко десет бити у вези. Почиње да се бави политиком. Наполеон га именује чланом скупштине (Трибунат), која није имала велику моћ одлучивања, већ је углавном расправљала о законима. Не могавши да се помири са таквом улогом бива уклоњен и следи госпођу де Стал, која је протерана из Француске, и путује с њом по Немачкој. Ту Констан долази у контакт са познатим писцима попут Гетеа, Шилера и Виланда, о чему ће писати у свом Дневнику. Након Наполеоновог пада, враћа се у Париз, где сарађује у либералним новинама. У Паризу остаје и након Наполеоновог повратка из изгнанства са Елбе и ради на писању Устава. После пораза код Ватерлоа Констан се склања у Енглеску. Вративши се 1816. активно учествује у политичком животу за време Рестаурације, као посланик и новинар либералне странке. Именован је и за председника Државног савета (1830), али умире исте године.